# بعيدا من الضوضاء، قريبا من السكات
بعيدًا من الضوضاء، قريبًا من السُكات رواية للروائي المغربي محمد برادة. صدرت الرواية لأوّل مرة عام 2014 عن دار الفنك للنشر في الدار البيضاء، بالاشتراك مع دار الآداب للنشر والتوزيع في بيروت. ودخلت في القائمة الطويلة للجائزة العالمية للرواية العربية لعام 2015، المعروفة باسم «جائزة بوكر العربية».

## حول الرواية
يروي الكاتب المغربي «محمد برادة» في هذه الرواية حكاية أربع شخصيات من أجيال متعاقبة تسترجع تاريخها المنتمي لتاريخ المغرب المعاصر، ضمن أكثر من نصف قرن من الزمان مر على استقلال المغرب. وهذه الرواية هي نتاج تجربة عاشها بطلها «الراجي»، وهو شاب عاطل عن العمل، والذي كلف من قبل أحد المؤرخين بسبر آراء المجتمع حول مستقبل المغرب. وأثناء قيامه بهذه المهمة بصفته «مساعد المؤرخ» انطلق الراجي إلى كتابة روايته الخاصة، والمستوحاة من مسار ثلاث شخصيات أرّخ لها، كل من: «توفيق الصادقي» المولود سنة 1931 والمحامي «فالح الحمزاوي» والدكتورة النفسانية «نبيهة سمعان»، المولودين كلاهما في سنة 1956. وما بين فترة الحماية الفرنسية على المغرب ونصف قرن من الاستقلال، تبدّلت القيم، وامتزجت أسئلة الهوية بالتطلع إلى مجتمع تسوده قيم العدالة والتحرّر، فيما احتدم الصراع بين سلطة المخزن – صفة مغربية دالة على النخبة المغربية الحاكمة - وتيار الحداثة والنهضة المعاقة.
مساهمات الكاتب من خلال هده الرواية:
لقد كان محمد برادة جريئا في طرح قضاياه، ناقدا قبل أن يكون روائيا ساردا، لا يضع أمامه البتة الحواجز ولا الطابوهات، كاشفا عن حقائق تاريخية قد لا يُدركها إلا العالم بالتاريخ المغربي فترتي الاستعمار وما بعد الإستقلال لتكون هذه الرواية مجالا فكريا للتحليل والتأويل وتمثل التاريخ المغربي

## الشخصيات

### الشخصيات الرئيسية[7]
1. الراجي، ولد عام 1975، حاز على شهادة في التاريخ، وأقعدته البطالة بلا عمل، لكنه بعد ذلك عمل مساعداً للأستاذ الرحماني، المؤرخ الذي يحاول إنجاز دراسة كبيرة عن تاريخ المغرب قبل وبعد الاستقلال، وقد كلفه باستطلاع الآراء عن تلك الفترة، وتسجيل الوقائع مما يتذكره الأشخاص الذين عايشوها
2. توفيق الصادقي، المولود عام 1931، ويصفه بالمخضرم الطموح، وهو نجل القايد الصادقي في منطقة زعير، يتحمل مسؤولية العائلة بعد وفاة والده، فيعمل موظفاً في مصلحة الضرائب ثم محامياً. توثق ذاكرته اللحظات السياسية المهمة في حياة المغرب، ويسجل خيبة أمله في مرحلة ما بعد الاستقلال
3. فالح الحمزاوي، المحامي وهو من مواليد عام 1956، يعيد سرد ذكرياته أو رؤيته الخاصة عن أزمنة الرصاص، ويتطرق خلالها إلى دور أحزاب المعارضة في الحياة السياسية المغربية، ومن ثم مشاركتها في حكومة غير متجانسة، والتحولات التي طرأت على طبيعة النظام الحاكم أواخر القرن الماضي ومطلع هذا القرن، وحتى صعود التيارات السياسية الدينية في انتخابات عام 2011[8]

### الشخصيات الثانوية
هناك شخصيات فرعية تدور حول الشخصيات الرئيسية، تسلط الضوء على قضايا مثل الفساد، والازدواجية الثقافية، والصراعات الطبقية.